# Qualificazioni al Campionato europeo maschile di pallacanestro 2013

Nazioni qualificate per l'Eurobasket 2013

Le qualificazioni al Campionato europeo maschile di pallacanestro 2013 si sono svolte dal 15 agosto all'11 settembre 2012. Le 31 nazionali sono state divise in cinque gruppi di 5 squadre e uno di 6. Si sono qualificate le prime 2 di ogni girone, oltre alle 4 migliori terze.

## Squadre qualificate
Nazione ospitante:
- Slovenia

Qualificate attraverso la partecipazione alle Olimpiadi 2012:
- Francia
- Gran Bretagna
- Spagna

Qualificate attraverso la partecipazione al torneo FIBA di qualificazione olimpica:
- Grecia
- Lituania
- Macedonia del Nord
- Russia

## Sorteggio
Il sorteggio dei gironi si è svolto il 4 dicembre 2011 a Frisinga, in Germania. Le 31 squadre partecipanti sono state divise in 6 fasce.
| Urna 1                                            | Urna 2                                                       | Urna 3                                                | Urna 4                                                     | Urna 5                                                   | Urna 6  |
| ------------------------------------------------- | ------------------------------------------------------------ | ----------------------------------------------------- | ---------------------------------------------------------- | -------------------------------------------------------- | ------- |
| Serbia Turchia Germania Finlandia Georgia Croazia | Ucraina Bulgaria Polonia Bosnia ed Erzegovina Israele Italia | Montenegro Lettonia Belgio Portogallo Ungheria Svezia | Rep. Ceca Estonia Paesi Bassi Svizzera Austria Azerbaigian | Bielorussia Slovacchia Romania Albania Lussemburgo Cipro | Islanda |

Dal sorteggio sono usciti i seguenti gruppi:
| Gruppo A                                             | Gruppo B                                         | Gruppo C                               | Gruppo D                                                  | Gruppo E                                  | Gruppo F                                        |
| ---------------------------------------------------- | ------------------------------------------------ | -------------------------------------- | --------------------------------------------------------- | ----------------------------------------- | ----------------------------------------------- |
| Serbia Israele Montenegro Estonia Slovacchia Islanda | Germania Bulgaria Svezia Azerbaigian Lussemburgo | Croazia Ucraina Ungheria Austria Cipro | Georgia Bosnia ed Erzegovina Lettonia Paesi Bassi Romania | Finlandia Polonia Belgio Svizzera Albania | Turchia Italia Portogallo Rep. Ceca Bielorussia |

## Qualificazioni
Le prime due e le quattro migliori terze  si qualificano per EuroBasket 2013.

### Gruppo A
| Team          | Pt | V - P  | PF - PS   | DP   |
| ------------- | -- | ------ | --------- | ---- |
| 1. Montenegro | 20 | 10 - 0 | 814 - 697 | +117 |
| 2. Israele    | 16 | 6 - 4  | 861 - 751 | +90  |
| 3. Serbia     | 16 | 6 - 4  | 846 - 721 | +125 |
| 4. Estonia    | 16 | 6 - 4  | 768 - 761 | +7   |
| 5. Islanda    | 11 | 1 - 9  | 743 - 920 | -177 |
| 6. Slovacchia | 11 | 1 - 9  | 704 - 886 | -182 |

### Gruppo B
| Team           | Pt | V - P | PF - PS   | DP   |
| -------------- | -- | ----- | --------- | ---- |
| 1. Germania    | 16 | 8 - 0 | 695 - 547 | +148 |
| 2. Svezia      | 12 | 4 - 4 | 678 - 624 | +54  |
| 3. Bulgaria    | 12 | 4 - 4 | 669 - 647 | +22  |
| 4. Azerbaigian | 12 | 4 - 4 | 658 - 660 | -2   |
| 5. Lussemburgo | 8  | 0 - 8 | 580 - 802 | -222 |

### Gruppo C
| Team        | Pt | V - P | PF - PS   | DP   |
| ----------- | -- | ----- | --------- | ---- |
| 1. Croazia  | 16 | 8 - 0 | 685 - 539 | +146 |
| 2. Ucraina  | 14 | 6 - 2 | 580 - 523 | +57  |
| 3. Austria  | 11 | 3 - 5 | 601 - 589 | +12  |
| 4. Ungheria | 11 | 3 - 5 | 593 - 619 | -31  |
| 5. Cipro    | 8  | 0 - 8 | 445 - 634 | -189 |

### Gruppo D
| Team                    | Pt | V - P | PF - PS   | DP   |
| ----------------------- | -- | ----- | --------- | ---- |
| 1. Bosnia ed Erzegovina | 14 | 6 - 2 | 736 - 672 | +64  |
| 2. Georgia              | 14 | 6 - 2 | 707 - 666 | +41  |
| 3. Lettonia             | 13 | 5 - 3 | 655 - 584 | +71  |
| 4. Paesi Bassi          | 10 | 2 - 6 | 667 - 726 | -59  |
| 5. Romania              | 9  | 1 - 7 | 492 - 601 | -109 |

### Gruppo E
| Team         | Pt | V - P | PF - PS   | DP   |
| ------------ | -- | ----- | --------- | ---- |
| 1. Polonia   | 14 | 6 - 2 | 704 - 568 | +136 |
| 2. Finlandia | 14 | 6 - 2 | 717 - 572 | +145 |
| 3. Belgio    | 13 | 5 - 3 | 618 - 545 | +73  |
| 4. Svizzera  | 11 | 3 - 5 | 570 - 670 | -100 |
| 5. Albania   | 8  | 0 - 8 | 495 - 749 | -254 |

### Gruppo F
| Team           | Pt | V - P | PF - PS   | DP   |
| -------------- | -- | ----- | --------- | ---- |
| 1. Italia      | 16 | 8 - 0 | 638 - 496 | +142 |
| 2. Turchia     | 13 | 5 - 3 | 617 - 568 | +49  |
| 3. Rep. Ceca   | 13 | 5 - 3 | 565 - 551 | +14  |
| 4. Bielorussia | 10 | 2 - 6 | 553 - 626 | -73  |
| 5. Portogallo  | 8  | 0 - 8 | 523 - 655 | -132 |